# Tytthoscincus martae
Tytthoscincus martae — вид сцинкоподібних ящірок родини сцинкових (Scincidae). Ендемік Малайзії. Описаний у 2017 році.

## Поширення і екологія
Tytthoscincus martae відомі з типової місцевості, розташованої в районі станції Фрезерс-Хілл в горах Тітіванґса, на південному заході штату Паханг на Малайському півострові. Вони живуть в гірських діптерокарпових лісах, серед опалого листя, на висоті від 991 до 1239 м над рівнем моря.